# Зехоф (Швейцария)
Зеехоф (нем. Seehof BE) — коммуна в Швейцарии, в кантоне Берн. 
Входит в состав округа Мутье. Население составляет 78 человек (на 31 декабря 2006 года). Официальный код — 0709.